# 22584 Winigleason
22584 Winigleason è un asteroide della fascia principale. Scoperto nel 1998, presenta un'orbita caratterizzata da un semiasse maggiore pari a 2,2883224 UA e da un'eccentricità di 0,1740870, inclinata di 7,39098° rispetto all'eclittica.